# Bernhard Knauß
Bernhard Knauß (* 25. Juni 1965 in Schladming) ist ein ehemaliger österreichischer Skirennläufer. Er gehörte bis 1988 dem Kader des Österreichischen Skiverbandes an, ehe er wegen Erfolglosigkeit aus diesem entlassen wurde. Knauß ging daraufhin in die US-Profitour, war dort von Beginn an erfolgreich, wurde sechsmal Profi-Weltmeister und gewann dreimal die Gesamtwertung. 1996 wechselte er, nun für Slowenien startend, zurück zu den Amateuren. Über FIS-, Europa- und Weltcuprennen sicherte er sich einen Startplatz für die Olympischen Winterspiele 1998 in Nagano.

## Biografie
Schon Knauß’ Großvater und Vater waren gute Skiläufer gewesen, die an lokalen Rennen teilgenommen hatten. Der Vater arbeitete als Liftangestellter bei den Planaibahnen. Wie seine Geschwister, darunter der im Weltcup erfolgreiche mehrfache WM- und Olympiamedaillengewinner Hans Knauß, kam Bernhard Knauß schon früh zum Skisport. Er gehörte dem Wintersportverein Schladming an und wurde nach Schüler- und Vereinsrennen 1983 in den Kader des Österreichischen Skiverbandes (ÖSV) aufgenommen. Er gewann mehrere FIS-Rennen und wurde bei den österreichischen Meisterschaften 1986 Zweiter in der Kombination. Auch im Europa- und Nor-Am-Cup sowie im Weltcup kam er zum Einsatz, blieb dabei aber ohne größere Erfolge. Knauß musste wegen chronischer Gelenksentzündungen mehrere Monate pausieren, erbrachte nicht die vom ÖSV geforderten Leistungen und wurde schließlich 1988 aus dem ÖSV-Kader entlassen. Zum vorerst letzten Mal startete er im Dezember 1988 beim Slalom in St. Anton am Arlberg im Weltcup. Er bekam dort vom damaligen Herren-Rennsportleiter Hans Pum eine letzte Chance zum Verbleib im ÖSV-Team, konnte diese aber mit einem Ausfall nicht nutzen.
Um seine Skikarriere trotzdem fortsetzen zu können, ging Knauß in die Vereinigten Staaten zu den Profis der U.S. Pro-Ski Tour, einer Rennserie außerhalb des Weltskiverbandes. Er verkaufte sein Auto, um sich die Flugreise und erste Starts zu finanzieren, und trat bereits Anfang Jänner 1989 erstmals bei den Profis an. Dort war Knauß von Beginn an erfolgreich, schon an seinem ersten Rennwochenende feierte er den ersten Sieg. Am Ende des Winters 1988/1989 belegte er den fünften Gesamtrang. In den nächsten Jahren wurde Knauß zum erfolgreichsten Teilnehmer der US-Pro-Tour. Mit über 80 Rennsiegen bis zum Ende seiner Profikarriere gewann er 1990/1991, 1991/1992 und 1992/1993 dreimal in Folge die Gesamtwertung, nachdem er 1989/1990 den zweiten Platz hinter dem Vorarlberger Roland Pfeifer belegt hatte. Sowohl mit der Anzahl seiner Siege als auch mit der Höhe des Preisgeldes stellte er neue Rekorde auf der Pro-Tour auf. Darüber hinaus wurde er von 1990 bis 1995 sechsmal Profiweltmeister. Unter seinen Kollegen genoss Knauß nicht nur aufgrund seiner Erfolge hohes Ansehen. Als einziger Gesamtsieger der Tour wurde er mit dem Bubby Kenney Award für vorbildhaftes sportliches Verhalten geehrt, einer Auszeichnung, dessen Preisträger durch die Rennläufer selbst gewählt wird.
Nachdem er zunehmend die Motivation an weiteren Teilnahmen an der US-Pro-Tour verloren hatte und in Österreich sein erstes Kind zur Welt gekommen war, verlegte er 1996 seinen festen Wohnsitz wieder in die Steiermark. Vom Skirennsport wollte sich der damals 31-Jährige aber noch nicht zurückziehen. Mit dem Ziel der Olympischen Winterspiele 1998 in Nagano  strebte er eine Rückkehr zu den Amateuren an. Knauß konnte durch Unterstützung des slowenischen Herren-Nationaltrainers Tomaž Cerkovnik, gegen den er einst auf der Pro-Tour gefahren war, mit dem slowenischen Team trainieren und erhielt die slowenische Staatsbürgerschaft. Ab dem Winter 1996/1997 nahm er für Slowenien an Wettkämpfen teil, nach Rückerlangung des Amateurstatus musste er aber zunächst bei FIS-Rennen und im Europacup beginnen. Im Februar 1997 gewann Knauß zwei Europacup-Riesenslaloms in Sella Nevea und Altaussee, in der darauf folgenden Saison 1997/98 startete er bereits im Weltcup. Als bestes Ergebnis gelang ihm dort ein zwölfter Platz im Riesenslalom von Val-d’Isère, was schließlich für eine Olympianominierung reichte. Im olympischen Riesenslalom fiel Bernhard Knauß jedoch schon im ersten Durchgang aus, während sein Bruder Hans als Vierter knapp die Bronzemedaille verpasste. Am Ende der Saison 1997/1998 beendete Bernhard Knauß endgültig seine Karriere.
Mit dem Skirennsport blieb er danach weiterhin eng verbunden: Knauß war zunächst Rennchef der Firma Völkl und wurde 2007 Rennsportleiter der italienischen Tecnica Group, wo er die Verantwortung für die Marken Nordica, Blizzard und Tecnica trägt.

## Erfolge

### Weltcup
- 2 Platzierungen unter den besten 20

### Europacup
- 4. Platz in der Riesenslalomwertung 1996/97
- 2 Rennsiege (Riesenslaloms in Sella Nevea und Altaussee im Februar 1997)

### U.S. Pro-Ski Tour
- 3 Gesamtsiege in den Saisonen 1990/1991, 1991/1992 und 1992/1993
- 6 Weltmeistertitel